# Louisa Chirico
Louisa Chirico (ur. 16 maja 1996 w Morristown) – amerykańska tenisistka.

## Kariera tenisowa
W rozgrywkach zawodowych zadebiutowała w 15 maja 2012 roku, biorąc udział w turnieju ITF w Landisville. Tydzień później na podobnym turnieju w Sumter odniosła swoje pierwsze zwycięstwo w grze pojedynczej. W sumie wygrała siedem turniejów w grze pojedynczej i dwa w grze podwójnej rangi ITF.
W sierpniu 2013 roku zagrała w kwalifikacjach do turnieju wielkoszlemowego US Open, w których wygrała dwie pierwsze rundy, pokonując Mašę Zec Peškirič i Kristýnę Plíškovą, a przegrała trzecią z Aleksandrą Krunić.

## Finały turniejów WTA
| Legenda                     | Legenda |
| --------------------------- | ------- |
| Wielki Szlem                |         |
| Igrzyska olimpijskie        |         |
| WTA Tour Championships      |         |
| 2009 – 2020                 |         |
| WTA Premier Mandatory       |         |
| WTA Premier 5               |         |
| WTA Premier                 |         |
| WTA International Series    |         |
| WTA 125K series (2012–2020) |         |

### Gra pojedyncza 1 (0–1)
| Końcowy wynik | Nr | Data              | Turniej | Nawierzchnia  | Przeciwniczka   | Wynik finału |
| ------------- | -- | ----------------- | ------- | ------------- | --------------- | ------------ |
| Finalistka    | 1. | 15 listopada 2015 | Limoges | Twarda (hala) | Caroline Garcia | 1:6, 3:6     |

## Wygrane turnieje rangi ITF
| turnieje z pulą nagród 100 000 $   |
| turnieje z pulą nagród 75/80 000 $ |
| turnieje z pulą nagród 50/60 000 $ |
| turnieje z pulą nagród 25 000 $    |
| turnieje z pulą nagród 15 000 $    |
| turnieje z pulą nagród 10 000 $    |

### Gra pojedyncza
|    | Data       | Turniej         | Kat. | ($)    | Naw.   | Finalistka               | Wynik               |
| 1. | 27/05/2012 | Sumter          | ITF  | 10 000 | twarda | Victoria Duval           | 6:4, 6:3            |
| 2. | 15/06/2014 | Padwa           | ITF  | 25 000 | ziemna | Paula Cristina Gonçalves | 6:2, 1:6, 7:6(3)    |
| 3. | 26/04/2015 | Dothan          | ITF  | 50 000 | ziemna | Katerina Stewart         | 7:6(1), 3:6, 7:6(1) |
| 4. | 17/03/2019 | São Paulo       | ITF  | 25 000 | ziemna | Danka Kovinić            | 6:0, 6:2            |
| 5. | 24/04/2022 | Charlottesville | ITF  | 60 000 | ziemna | Wang Xiyu                | 6:4, 6:3            |
| 6. | 28/04/2024 | Charlottesville | ITF  | 75 000 | ziemna | Kayla Day                | 6:1, 7:5            |
| 7. | 03/11/2024 | Toronto         | ITF  | 75 000 | twarda | Kayla Cross              | 7:6(5), 6:3         |